# یاکوپو گالیمبرتی
یاکوپو گالیمبرتی (انگلیسی: Jacopo Galimberti؛ زادهٔ ۱۵ ژوئن ۱۹۹۳) بازیکن فوتبال اهل ایتالیا است.
از باشگاه‌هایی که در آن بازی کرده‌است می‌توان به باشگاه فوتبال اینتر میلان، باشگاه فوتبال مونتسا، و باشگاه فوتبال پارما اشاره کرد.